# More than This (chanson des One Direction)
Pour les articles homonymes, voir More Than This.
Singles de One Direction
One Thing
(2012) Live While We're Young
(2012)
Pistes de Up All Night
One Thing
(3) Up All Night
(5)
More than this est une chanson du groupe One Direction sortie le 25 mai 2012 sous le label Syco. 4e et dernier single extrait de leur album studio Up All Night (2011), la chanson est écrite par Niall Horan (un des membres de One Direction) mais Niall dit au 1D day que la chanson aurait été écrite par Jamie Scott. La chanson est produite par Brian Rawling et par Paul Meehan.

## Liste des pistes
- Téléchargement digital - EP[3] / CD single[4]

1. More Than This - 3 min 49 s
2. More Than This (Live) - 4 min 08 s
3. What Makes You Beautiful (Live) - 3 min 44 s
4. Gotta Be You (Live) - 4 min 00 s
5. Up All Night (Live) - 3 min 48 s

## Classement par pays
| Classement (2012)              | Meilleure position |
| ------------------------------ | ------------------ |
| Australie (ARIA)               | 49                 |
| Honduras (Honduras Top 50)     | 18                 |
| Irlande (IRMA)                 | 39                 |
| Royaume-Uni (UK Singles Chart) | 86                 |

### Certifications
| Pays      | Organisme | Certification | Vente  |
| --------- | --------- | ------------- | ------ |
| Australie | ARIA      | Or            | 35 000 |
| Norvège   | IFPI      | Platine       | 10 000 |

## Historique de sortie
| Pays        | Date         | Format                 | Label                  |
| ----------- | ------------ | ---------------------- | ---------------------- |
| Australie   | 25 mai 2012  | Téléchargement digital | Syco Music, Sony Music |
| Australie   | 15 juin 2012 | CD single              | Syco Music, Sony Music |
| Pays-Bas    | 15 juin 2012 | CD single              | Syco Music, Sony Music |
| Allemagne   | 26 juin 2012 | CD single              | Syco Music, Sony Music |
| Royaume-Uni | 26 juin 2012 | CD single              | Syco Music, Sony Music |
| États-Unis  | 26 juin 2012 | CD single              | Syco Music, Sony Music |